# Червена хвойна
Червената хвойна (Juniperus oxycedrus) е вечнозелено дръвче или храст, което се среща в страната ни до 1700 м надм. в. с изключение на по-равнинните места, като Дунавската равнина и Предбалкана. За билколечение се използват плодовете на растението, които трябва да бъдат обработени по време на цъфтеж, който е през есента.
През годините растението е наричано с различни имена, които са познати и могат да се срещнат и до наши дни, като сина смрика, яловник, уйна, смрикаш, смирна, ардъч, обикновена смрика, цицарка, увина, смрика и барабонка.

## Описание
Височината на растението достига до 10 метра. Листата му са бодливи, игловидни, разположени върху клончетата в прешлени по три. От горната си страна листата имат жилка, която достига техния връх. От двете страни са разположени по една бяла успоредна ивица. Червената хвойна е единственият български вид хвойна, при който узрелите шишарки са червени на цвят. Те са почти приседнали, кълбовидни до слабо сплескани, червено-кафяви, лъскави, обикновено без восъчни налепи. Берат се от август до октомври. Цъфтежът на билката е от февруари до май месец.

## Разпространение в България
В почти цялата страна с изключение на Североизточна България, Дунавската равнина и Предбалкана. От 0 до 1100 метра надморска височина.

## Лечебни свойства и приложение
Червената хвойна е използвана още от средата на деветнадесети век във френската нетрадиционна медицина за облекчаване на кожни раздразнения. Етеричното масло извлечено от растението притежава антисептични и антипаразитни свойства, поради което се прилага при екзема, дерматит, псориазис и хроничен ринит. Във ветеринарната медицинска практика червената хвойна се прилага върху селскостопански животни за лечение на язви, краста и за унищожаване на паразити.
Етеричното масло от червена хвойна се произвежда чрез специален процес на парна дестилация на млади клонки и кората на стъблото. Маслото е смолисто с много тъмнокафяв цвят, притежава характерна миризма на катран. Чистото етерично масло от червена хвойна повлиява благоприятно на косопад, пърхот и кожни раздразнения.